# Johan Bartholdy
Conrad Johan Bartholdy (12. marts 1853 i Hammel – 6. december 1904 på Frederiksberg) var en dansk organist, komponist, sanglærer, dirigent og forfatter af musikteoretiske bøger. Titulær professor 1900.
Bartholdy fødtes i Hammel som søn af den lokale apoteker og blev student fra Århus Katedralskole 1872. Han begyndte efter endt skolegang at studere statsvidenskab i, men afbrød sine studier for at få en musikalsk uddannelse. Blandt hans lærere var Carl Helsted (sang), Johan Christian Gebauer (teori), Edmund Neupert (klaver) og Gottfred Matthison-Hansen (orgel).

## Levned
I 1883 blev Bartholdy ansat som kantor ved Sankt Matthæus Kirke i København – en stilling, han bestred til sin død. Her arrangerede han bl.a. en række folkekoncerter fra 1894 til 1904 med kirkemusikalske programmer, hvor også flere af hans egne værker blev opført. Bartholdy var en fin orgelspiller, og han improviserede også ved disse koncerter.
I 1884 foretog han en studierejse til Frankrig og England, og 1886 rejste han for Det anckerske Legat til Wien og Berlin.
Sang – både praktisk og pædagogisk – interesserede Bartholdy meget. Han var i nogle år knyttet til Albert Meyers musikkonservatorium, men nedsatte sig omkring 1880 som selvstændig sanglærer. Han havde en lys tenorbaryton, og hans kone, Octavia Bartholdy, var en anerkendt koncertsangerinde, der også underviste. I 1891 indsendte han for at blive dr. phil. en afhandling om Musikkens Udviklingsgang til Universitetet. Afhandlingen blev dog ikke antaget som doktordisputats.
Bartholdy havde mange sangelever, og hans undervisning var bl.a. baseret på Laur. Chr. Tørsleffs ideer om stemmens naturlighed. Tørsleff havde optrådt på Det Kongelige Teater som operasanger, men stemmen slog ikke til, og han gav udtryk for, at forsøgene på at presse stemmen nærmest havde sygeliggjort den. Hele denne ideverden nævnes i Bartholdys bøger og småskrifter. 
Udover sit arbejde som kantor, var Bartholdy engageret som dirigent af forskellige kor og orkestre, bl.a. Studentersangforeningen 1897-1903, sangforeningen Ydun og Officersorkestret (1902-1904). Specielt i Studentersangforeningen havde han stor succes. Han var en energisk, jovial og munter mand, der tilførte foreningen et frisk pust.
I 1897 tog musikhistorikeren Hortense Panum og komponisten Louis Glass initiativ til dannelsen af Musikpædagogisk Forening. Blandt deres støtter var Johan Bartholdy, som blev vlgt til den første formand. I 1899 blev Bartholdy indvalgt i Kommissionen for den militære Musik, hvor han var med til at udstikke retningslinjer for en ændring af forholdene for landet militærorkestre.
Bartholdys hjem var altid åbent for hans store bekendtskabskreds af musikere, kunstnere og forfattere. Her blev dyrket megen musik. Endvidere deltog han også aktivt i flere foreninger og selskaber, bl.a. Dansk Koncertforening, Selskabet til Udgivelse af Dansk Musik og musikforeningen Fermaten. Gerhardt Lynge beskriver ham i sin bog som en glad og munter person, der deltager i livet. Bl.a cyklede han rundt i København, og han havde gode evner for tennis og billard. En af medlemmerne af Studentersangforeningen fortæller, at han derfor blev kaldt Ta'r-Boldy.

## Musikken
Bartholdy skrev 2 operaer uden den store succes og eventyroperetten Svinedrengen der blev opført 31 gange på Dagmarteatret i 1886. Den var efter sigende den første danske operette. Mere anerkendt blev han i samtiden for sine sange og sangcykler og en række værker for kor og orkester. Desuden var en meget brugt kantatekomponist. Som et kuriosum i hans komponistvirksomhed må nævnes hans arrangement af musik for lurerne, der blev blæst fra Nationalmuseets tag første gang i nyere tid Skt. Hans aften 1893.

## Værkliste
- op. 1 Duetter (1875)
- op. 2a Concertouverture (1877)
- op. 2b Marche militaire (1880)
- op. 3 4 lyriske sange. (1878)
- op. 4 Tannhäusser (sangcyklus/Drachmann 1878)
- op. 5 5 lette Smaasange (1880)
- op. 6 Vagabundus (kor med orkester 1880)
- op. 7 Balletstrofer (1880)
- op. 8 Tanzlied 1880
- op. 9 Drei Lieder (bl. kor 1880)
- op. 10 Vier Lieder (1883)
- op. 11 Le retour des hirondelles (1882)
- op. 12 Synkoper (1882)
- op. 13 Græshopperne (kor med orkester 1884)
- op. 14 3 Klaverstykker i Etudeform (1884)
- op. 15 Salomons Sange (sangcyklus/Ingemann 1885)
- op. 16 Svinedrengen (operette 1886)
- op. 17 Loreley (opera 1887)
- op. 18 Odd Fellow Kantate (1888)
- op. 19a Kantate til 5 nordiske Skolemøder (1890)
- op. 19b Kantate til Polyteknisk Læreanstalts Indvielse (1890)
- op. 20 4 Sange (1891)
- op. 21 Ritornell und Vierzeile (4 Solostemmer 1892)
- op. 22a Kantate til De Brockske Handelsskoler (1891)
- op. 22b Kantate til Teknisk Skole (1893)
- op. 23a Marche Royal (1893)
- op. 23b Fanesang (1893)
- op. 24a Kantate til Kunstindustrimusæet (1893)
- op. 24b Kantate til Afsløringen af Hostrups Buste i Studenterforeningen (1894)
- op. 24c Kantate til Havebrugsudstillingen (1894)
- op. 24d Kantate til Frihavnens Aabning (1894)
- op. 25 Løft de klingre Glaspokaler (Sang for 1 Stemme 1892)
- op. 26 Kend denne Duft (Sang for 1 Stemme 1895)
- op. 27 I Seraillets Have (Damekor med Klaver 1896)
- op. 28 2 Sange af Min Kærlighedsbog (1896)
- op. 29 Asali (Tenorsolo og Damekor med Klaver 1896)
- op. 30a Strophe (strygeorkester 1897)
- op. 30b Kantate til Universitetets Mindefest for A.D. Jørgensen (1897)
- op. 31 Dyveke (opera 1899)
- op. 32 Toreadorens Serenade (1898)
- op. 33 Ved Babylons Floder (1899)
- op. 34 Rejsesang, Danske Husarer (Mandskor 1900)
- op. 35 Kantate til Indvielsen af Fyns Forsamlingshus (1900)

Uden opus og til dels i manuskript er nogle sange for 1 stemme, mandskor, blandet kor samt flere frimurerkantater.

## Bøger og småskrifter af Bartholdy
- Musikens Natur. En fysiologisk-historisk Undersøgelse (1893)
- Tonernes Naturlære samt en Fremstilling af Sammenhængen mellem Tonernes Natur og Musikens Kunstlære (Theori) (1892)
- Hvorledes bliver jeg Sanger? Spredte Betragtninger over de Müller-Brunow- Tørsleffske Principer for Tonedannelse, (1897)
- Talestemmens Kultur? Et Memento Mori til Talere (1903)